# Ungame
Het Ungame is in 1972 ontworpen door Rhea Zakich en is een niet-competitief bordspel gebaseerd op conversatie en luisteren.

## Geschiedenis
Rhea Zakich, destijds een jonge moeder wonende in Californië, moest noodgedwongen enkele maanden zwijgen als gevolg van poliepen op haar stembanden. Ondanks dat de poliepen verwijderd werden en zij volledig herstelde, heeft de ervaring haar geraakt. Doordat zij niet in staat was te communiceren krijgt zij het gevoel emotioneel van haar gezin te vervreemden. Zij kwam tot de conclusie dat mensen wel praten, maar niet communiceren.
Als een remedie hiertegen besloot zij kaartjes te maken met vragen die zij aan haar man en kinderen wilde stellen. Sommigen waren luchtig van aard ("Wat doe je graag in je vrije tijd?"), sommige serieus en intiem ("Als je je leven over kon doen, wat zou je dan veranderen?"). Al spoedig had ze zo'n 200 kaartjes en realiseerde zij zich dat dit zou passen bij een bordspel.
Zij speelde het met haar familie en de resultaten waren verrassend. Zo verklaarde haar echtgenoot voor het eerst hoeveel angst haar ziekte hem aanjoeg. Haar oudste zoon, een goede leerling, vertelde hoe hij de constante prestatiedruk haatte. En de jongste zoon vertelde over zijn afkeer van plagerijen. Na het spel zei haar echtgenoot dat hij meer over zijn gezin geleerd had tijdens de 20 minuten van het spel dan in de voorgaande vijf jaar.
Later leende ze het spel uit aan haar buren. Hun zoon nam het mee naar zijn psychologie-college. Zijn docent vroeg om meerdere exemplaren. Spoedig werd "The Ungame Company" opgericht om het spel op de markt te brengen. Later, toen het productenpakket uitgebreid werd, werd de naam gewijzigd in "Talicor, Inc.".

## Het spel
De spelers trekken over het bord terwijl zij vragen moeten beantwoorden als "Wat zijn de vier meest belangrijke dingen in je leven?" en "Hoe denk je dat het leven er uit zal zien over 100 jaar?" Speciale velden zijn aanwezig om spelers aan te moedigen te spreken over hun gedachten en gevoelens of om te beschrijven hoe zij bepaalde emoties beleefd hebben.
Inmiddels bestaan er verschillende versies van het spel, waaronder speciale kinderversies.